# Нова Весь (Новотомиський повіт)
Нова Весь (пол. Nowa Wieś) — село в Польщі, у гміні Збоншинь Новотомиського повіту Великопольського воєводства.
Населення — 195 осіб (2011).
У 1975-1998 роках село належало до Зеленоґурського воєводства.

## Демографія
Демографічна структура станом на 31 березня 2011 року:
|          | Загалом | Допрацездатний вік | Працездатний вік | Постпрацездатний вік |
| -------- | ------- | ------------------ | ---------------- | -------------------- |
| Чоловіки | 103     | 26                 | 69               | 8                    |
| Жінки    | 92      | 17                 | 55               | 20                   |
| Разом    | 195     | 43                 | 124              | 28                   |